# Juan de Montfort
Juan de Montfort (muerto el 27 de noviembre de 1283) fue señor de Torón desde 1257 hasta 1266, y señor de Tiro desde 1270 hasta 1283. Era el hijo de Felipe de Montfort y de su segunda esposa Maria de Antioquía-Armenia, la hija mayor de Raimundo Rubén de Antioquía, heredera del Señorío de Torón y pretendiente al trono de Armenia.
En 1257 recibió de manos de su padre el Señorío de Torón, pero en 1266 fue conquistado por los mamelucos. El 22 de septiembre de 1268 se casó con Margarita de Lusignan (1244-1308), hija de Enrique de Antioquía e Isabel de Antioquía. Margarita era la hermana del rey Hugo III de Chipre, quién posteriormente llegaría a ser nombrado Rey de Jerusalén, negociando algunas alianzas con los nobles del reino para afianzar su posición frente a Carlos de Anjou. Gracias a este matrimonio, Hugo III confirmó la posesión de Tiro a los Montfort, aunque se reservaba el derecho de volver a poseer las tierras si Juan y Margarita morían sin descendencia.
En 1270, Juan sucedió a su padre cuando este fue asesinado por los hashshashin, y gobernó Tiro hasta su muerte en 1283. No tuvo descendencia, así que Hugo III decidió que le sucediera su hermano Hunfredo de Montfort.